# The Spirit of '76 (film)
Pour les articles homonymes, voir The Spirit of '76.
The Spirit of '76 est un film muet américain réalisé par Francis Boggs et sorti en 1908.

## Synopsis
En pleine Révolution américaine, un jeune soldat est caché par son amoureuse, tandis que les tuniques rouges cherchent le jeune homme. Plus tard, la fille réussira à berner une sentinelle pour prévenir le général Washington d'une attaque imminente des troupes britanniques.

## Fiche technique
- Réalisation : Francis Boggs
- Production : William Nicholas Selig
- Date de sortie : États-Unis : 11 juillet 1908

## Distribution
- Hobart Bosworth
- Betty Harte
- Tom Santschi